# Monte Coman (Antártida)
El monte Coman, también llamado monte Dana Coman, o monte Comán es un nunatak de la Antártida, situado en la península Antártica —sector Tierra de Palmer— en el segmento montañoso llamado Montañas Playfair incluido dentro del cordón orográfico denominado Antartandes, del cual es este monte su altura máxima. 
Es una montaña aislada y prominente, que se eleva por encima de la meseta cubierta de hielo, justo al oeste de los montes Playfair y de los montes Werner, que los separan de la costa Lassiter, y esta del mar de Weddell. 
Fue descubierta por la Expedición Ronne de Investigación Antártica en el verano de 1947-1948, bajo las órdenes de Finn Ronne, quien dio nombre a esta montaña en honor al Dr. F. Dana Coman, quien fuera el médico de la expediciones antárticas de Byrd entre 1928 y 1930.
Sus 2658 m s. n. m. de altitud lo convierten en la 2ª cumbre más elevada del sector de la Antártida reclamado por la Argentina, al que denomina Antártida Argentina, y al mismo tiempo, es la 2ª cumbre máxima de la provincia de Tierra del Fuego, Antártida e Islas del Atlántico Sur, si se tienen en cuenta los sectores de soberanía reclamada. También se sitúa dentro de los sectores reclamados por Chile (Territorio Chileno Antártico), y sería una de las cumbres más altas de la región Chilena de Magallanes y Antártica Chilena, y por el Reino Unido (Territorio Antártico Británico); al igual que todos los reclamos de soberanía antártica, se encuentran en suspenso por la aplicación del artículo 4 del Tratado Antártico.